# Arrecina Tertulla
Arrecina Tertulla (gestorben um 63) war eine Angehörige der gens Arrecina und die erste Frau des römischen Kaisers Titus.
Arrecina Tertulla war die Tochter des Marcus Arrecinus Clemens, der – er gehörte nur dem Ritterstand an – unter Caligula Prätorianerpräfekt war. Im Jahr 41 zählte er zu den Mitverschwörern bei der Ermordung Caligulas. Ihr Bruder war Marcus Arrecinus Clemens, der im Jahr 70 unter Vespasian Prätorianerpräfekt wurde, obwohl er senatorischen Rangs war, und im Jahr 73 erstmals, im Jahr 85 zum zweiten Mal Suffektkonsul war, zudem weitere wichtige Ämter innehatte, bevor ihn der mit ihm eng vertraute Domitian irgendwann nach dem Jahr 83 hinrichten ließ.
Anfang der 60er-Jahre heiratete Arrecina Tertulla den im Jahr 39 geborenen Sohn des späteren Kaisers Vespasian, Titus Flavius Vespasianus, der im Jahr 79 selbst Kaiser werden sollte. Wenige Jahre später starb sie. Titus heiratete nun, noch bevor er um das Jahr 65 sein Amt als Quästor antrat, Marcia Furnilla, mit der er laut Sueton eine Tochter hatte, sich nach deren Geburt aber von ihr scheiden ließ. Namentlich bekannt ist lediglich eine Tochter Iulia, deren Namen Sueton in Zusammenhang mit Marcia Furnilla allerdings nicht erwähnt, obwohl sie in seiner Darstellung des Lebens und des Charakters Domitians eine Rolle spielt. In der Regel wird Marcia Furnilla als Mutter Iulias angesehen. Gavin Townend stellte 1961 die Frage, wie ihr Name Iulia zu erklären ist, da dies nach den Regeln römischer Namensgebung eine Verwandtschaft mit den Juliern erwarten lässt. Für die Arrecinier kann er eine solche Beziehung herstellen, denn ein Iulius Lupus wird von Flavius Josephus als Verwandter (συγγενής) ihres Vaters Marcus Arrecinus Clemens bezeichnet. Im Ergebnis blieb er bei der Einschätzung, dass Iulia die Tochter der Marcia Furnilla war, aber nach der Scheidung im Haushalt des Arrecinus Clemens erzogen wurde und hier nachträglich den Namen Iulia erhielt. Der Lösung widersprach Helmut Castritius, die Verbindung der Arrecinier zu den Iulii Lupi unterstreichend. Er sah als erster Arrecina Tertulla als Mutter der Iulia, sie selbst als die Tochter einer Iulia. Seiner Argumentation für die Mutterschaft der Arrecina Tertulla folgten andere Historiker und Historikerinnen.
Unabhängig von der Frage, ob Iulia ihre Tochter war, wird sie wenigstens zwei Töchter geboren haben, denn Titus hatte laut Philostrat neben Iulia mehrere Töchter. Nur eine stammte aus der kurzen Ehe mit Marcia Furnilla, die namentlich nicht weiter bekannten Töchter werden früh gestorben sein. Losgelöst von der Problematik ihrer Mutterschaft der Iulia wurde erwogen, dass die Mutter der Arrecina Tertulla eine Iulia aus der Familie der Iulii Lupi war.
Von Arrecina Tertulla sind zwei Grabinschriften bekannt, die sie ihren „Lieblingen“ (delicio suo), einem Freigelassenen Marcus Arrecinus Melior und einer Freigelassenen Arrecina Gnomes, hatte setzen lassen.